# 菲尔贝
45°36′08″N 0°58′29″E / 45.602139°N 0.974659°E
菲尔贝（法語：Firbeix）是法国多尔多涅省的一个市镇，位于该省北部，和上维埃纳省接壤，属于农特龙区。该市镇总面积22.66平方公里，2009年时的人口为316人。

## 人口
菲尔贝人口变化图示